# Mickaël Guichard
Mickaël Guichard, né le 29 août 1993 à Ussel en Corrèze, est un coureur cycliste sur route français. Spécialiste du contre-la-montre, il réalise également de bonnes performances sur les courses avec un profil accidenté. En septembre 2024, il s'adjuge la médaille d’argent sur le contre-la-montre en tandem aux Jeux paralympiques.

## Biographie
Mickaël Guichard est né le 29 août 1993 à Ussel dans le centre de la France. Il a toujours évolué chez les amateurs.
Mickaël Guichard évolue depuis plusieurs années dans un club où la moyenne d’âge est très jeune et a gagné un certain prestige et reconnaissance dans le peloton. Souvent qualifié de « doyen », il a déclaré aimé « partager son expérience aux jeunes coureurs ».
En mai 2024, il annonce sa participation aux Jeux paralympiques d'été de Paris en tant que guide d’Elie de Carvalho. Lors de l’épreuve du contre-la-montre B, la paire tricolore est médaillée d’argent à 12 s de l’or. Mickaël Guichard déclare après la course : « Ils [les vainqueurs] étaient archi-favoris, les meilleurs ont gagné, mais on prendra notre revanche après-demain ». Quant à son coéquipier, il s’est dit « déçu » bien que « cela reste incroyable ».
Il porte les couleurs du Team Atria-Montluçon cyclisme depuis le début de la saison 2025.

### Dopage
En 2023, lors d’une interview pour le quotidien régional Ouest-France, il déclare que les suspicions de dopage à son égard sont « normales » car son équipe est une des meilleures de N1. Mickaël Guichard estime également que certaines accusations contre des coureurs du peloton étaient seulement prononcées car ces derniers réalisent de bons résultats. Il déclare pour finir qu’aujourd’hui « Il faut faire attention à ce que tout le monde dit »

## Palmarès sur route

### Par années
| - 2012 - 2e du Grand Prix des Foires d'Orval - 3e du Tour du Canton de Vouneuil-sur-Vienne - 2013 - Boucles du Causse Corrézien - 2e du championnat du Limousin - 2e du Prix Gilbert Renaud - 2e du Grand Prix de Cherves - 3e du Prix de Faux-la-Montagne - 3e du Prix Antonin Reix - 2014 - Champion du Limousin - Boucles du Causse Corrézien - 2e de la Route Limousine - 2e du Grand Prix de la Trinité - 2e du Grand Prix des Foires d'Orval - 3e du Grand Prix de Saint-Quentin-la-Chabanne - 3e des Boucles Dunoises - 2015 - Critérium des Deux Vallées - 2e étape du Tour de Mareuil-Verteillac-Ribérac - 3e du Grand Prix de Saint-Quentin-la-Chabanne - 3e du Grand Prix Danièle Masdupuy - 2016 - 2e du Circuit Boussaquin - 3e de Paris-Mantes - 3e du Tour du Pays Lionnais - 3e du championnat du Poitou-Charentes - 2017 - Champion de l'Allier - Tour du Pays de Béarn : - Classement général - 2e étape - Boucles de la Haute-Vienne - Nocturne de Bort-les-Orgues - Grand Prix de Saint-Quentin-la-Chabanne - 2e du Grand Prix de Buxerolles - 2e du Tour de la Charente Limousine - 3e de la Route d'Or du Poitou - 3e du Prix des Vendanges de Maisonnais - 2018 - Grand Prix des Fêtes de Cénac-et-Saint-Julien - Tour du Pays Saint-Pourcinois - Nocturne de Limoges - 2e et 5e étapes du Tour de la Guadeloupe - 2e du Grand Prix du Pays d'Aix - 2e du Tour du Canton de l'Estuaire - 2e du Grand Prix de la ville de Nogent-sur-Oise - 2e du Grand Prix du Centre de la France - 2e du Souvenir Georges-Dumas - 3e du Grand Prix de Monpazier - 3e du Prix de Berry Grand-Sud - 2019 - Tour de Basse-Navarre - Bordeaux-Saintes - Nantes-Segré - Tour du Canton de l'Estuaire : - Classement général - 1re étape - 2e étape du Tour du Loiret - Grand Prix de la Sologne des Étangs - 1re étape du Tour du Pays Roannais - 4e étape du Tour de Côte-d'Or - Grand Prix des Grattons - 2e de l'Essor Basque - 2e du Tour des 4B Sud Charente - 2e du Tour du Pays Roannais - 3e des Boucles de l'Essor | - 2020 - Grand Prix d'Issoire - Prix des Vendanges de Maisonnais - 2e du Circuit des Communes de la Vallée du Bédat - 2e des Boucles Nationales du Printemps - 2e du Grand Prix de Monpazier - 2021 - 2e étape du Tour du Beaujolais - Critérium National de Limoges - Nocturne de Tulle - Grand Prix d'Issoire - Classic Avermes Portes de l'Allier - 1re et 3e étapes du Tour cycliste international de la Guadeloupe - Trophée des Champions - Paris-Connerré - 2e de la Ronde de la Côle - 2e du Grand Prix du Centre de la France - 3e des Boucles de l'Essor - 3e du Tour du Loiret - 3e du Grand Prix de la ville de Nogent-sur-Oise - 3e du Saint-Brieuc Agglo Tour - 2022 - 2e épreuve du Circuit des Plages Vendéennes - Ronde du Porhoët - Souvenir Manu Cruaud - 2e étape de l'Essor Breton - 1re étape du Tour de Bretagne - 1re étape du Tour de la Manche - La SportBreizh - 1re et 4e étapes de l'Estivale Bretonne - Grand Prix de Saint-Philibert Trégunc - 2e de Redon-Redon - 2e de La Durtorccha - 2e du championnat de France sur route amateurs - 2e de l'Estivale Bretonne - 3e du Circuit du Morbihan - 3e du Tour de la Manche - 3e du Circuit des Deux Ponts - 2023 - Circuit du Morbihan - Grand Prix Gilbert-Bousquet - 3e étape de l'Estivale Bretonne - Saint-Brieuc Agglo Tour : - Classement général - 1re étape - Tour du Périgord - Grand Prix de Lorient-Lanveur - 2e de La Melrandaise - 2e du Circuit des Deux Ponts - 3e du Tour du Pays de Lesneven - 3e du Tour des Deux-Sèvres - 3e du Circuit des Deux Provinces - 2024 - 2e du Circuit du Morbihan - 2e de La Melrandaise - 2025 - Bordeaux-Saintes - Boucles du Causse - 2e du Trophée de l'Essor |  |

### Classements mondiaux
| Année                                 | 2015  | 2016  | 2017  | 2018 | 2019  | 2020 | 2021  | 2022  |
| ------------------------------------- | ----- | ----- | ----- | ---- | ----- | ---- | ----- | ----- |
| Classement mondial                    |       | 1490e | 2366e | 998e | 2813e | nc   | 1534e | 2141e |
| UCI Europe Tour                       | 1100e | 999e  | 1523e | 754e | 1747e | nc   | 1077e | 1346e |
| UCI America Tour                      | nc    | nc    | nc    | 225e |       |      |       |       |
|                                       |       |       |       |      |       |      |       |       |
| Légende : nc = non classéSource : UCI |       |       |       |      |       |      |       |       |

## Palmarès handisport

### Jeux Paralympiques
- Jeux paralympiques d'été de 2024 à Paris,  France
  -  Médaillé d’argent du contre-la-montre B avec Elie de Carvalho

### Championnats du monde
- Championnats du monde de paracyclisme sur route 2023 à Glasgow,  Écosse
  -  Médaille de bronze en course sur route B avec Elie de Carvalho
  -  Médaille de bronze en contre-la-montre B avec Elie de Carvalho

## Décoration
- Chevalier de l'ordre national du Mérite (2024)[5]